# Paraxerus palliatus
Paraxerus palliatus је сисар из реда глодара и породице веверица (Sciuridae). 

## Распрострањење
Врста је присутна у шумама на источној обали Африке од Сомалије на северу, преко Кеније, Танзаније, Малавија, Мозамбика, Зимбабвеа, све до Јужноафричке Републике на југу.

## Станиште
Врста Paraxerus palliatus насељава различита станишта, као што су тропске шуме и шикаре.

## Угроженост
Ова врста није угрожена, и наведена је као последња брига јер има широко распрострањење.

### Популациони тренд
Популациони тренд је за ову врсту непознат.